# Dekanat iwiejski
Dekanat iwiejski – jeden z pięciu dekanatów wchodzących w skład eparchii lidzkiej Egzarchatu Białoruskiego Patriarchatu Moskiewskiego.

## Parafie w dekanacie
- Parafia św. Pantelejmona w Baksztach
  - Cerkiew św. Pantelejmona w Baksztach
- Parafia św. Barbary w Czapuniu
  - Cerkiew św. Barbary w Czapuniu
- Parafia św. Gabriela Zabłudowskiego w Iwiu
  - Cerkiew św. Gabriela Zabłudowskiego w Iwiu
  - Kaplica św. Michała Archanioła w Iwiu
- Parafia św. Mikołaja Cudotwórcy w Juraciszkach
  - Cerkiew św. Mikołaja Cudotwórcy w Juraciszkach
- Parafia Opieki Matki Bożej w Kniazikowcach Wielkich
  - Cerkiew Opieki Matki Bożej w Kniazikowcach Wielkich
- Parafia Opieki Matki Bożej w Mikołajowie
  - Cerkiew Opieki Matki Bożej w Mikołajowie
- Parafia Świętej Trójcy w Morzynie
  - Cerkiew Świętej Trójcy w Morzynie
- Parafia Świętych Apostołów Piotra i Pawła w Trabach
  - Cerkiew Świętych Apostołów Piotra i Pawła w Trabach

## Galeria

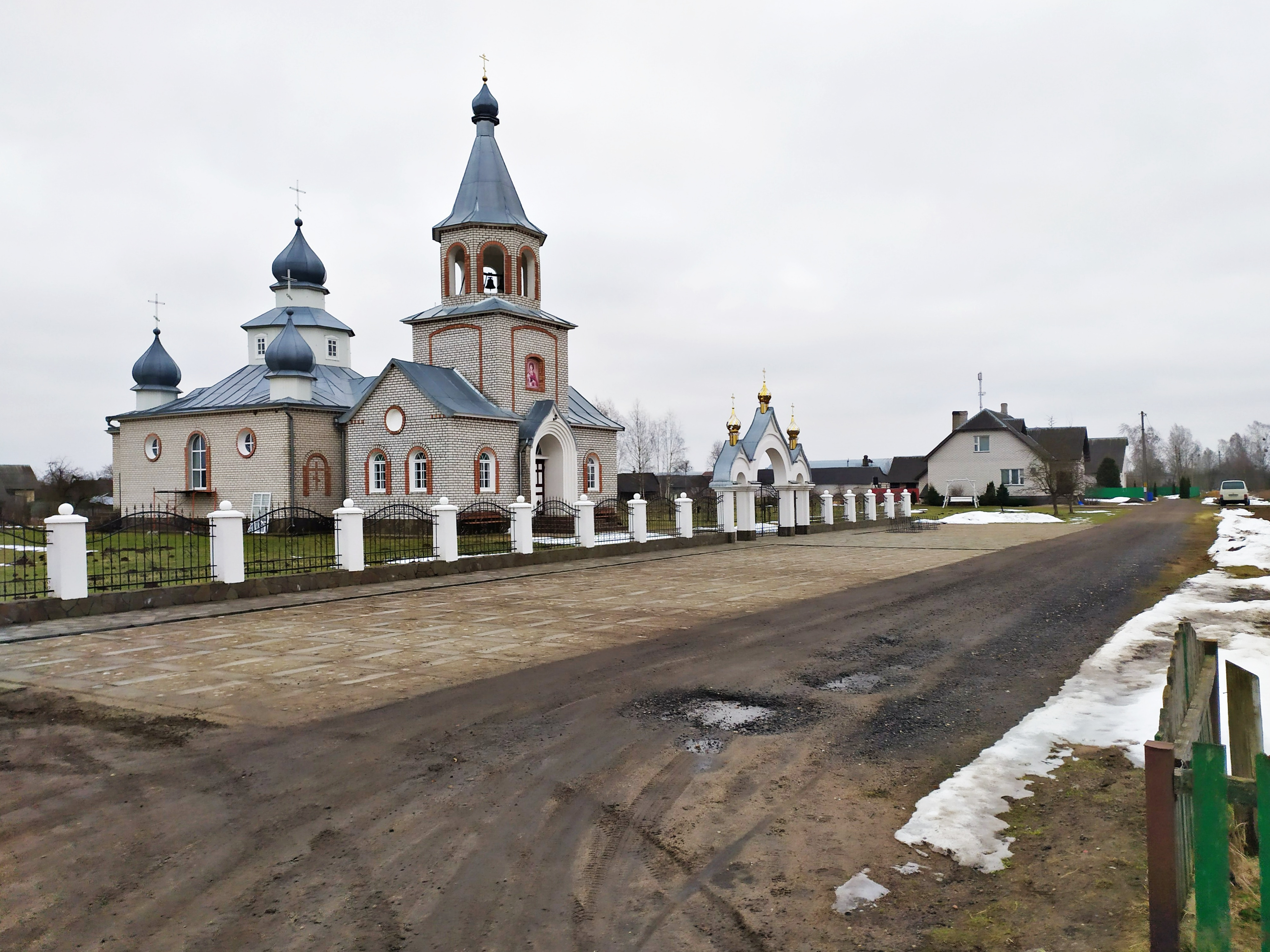
Cerkiew św. Pantelejmona w Baksztach
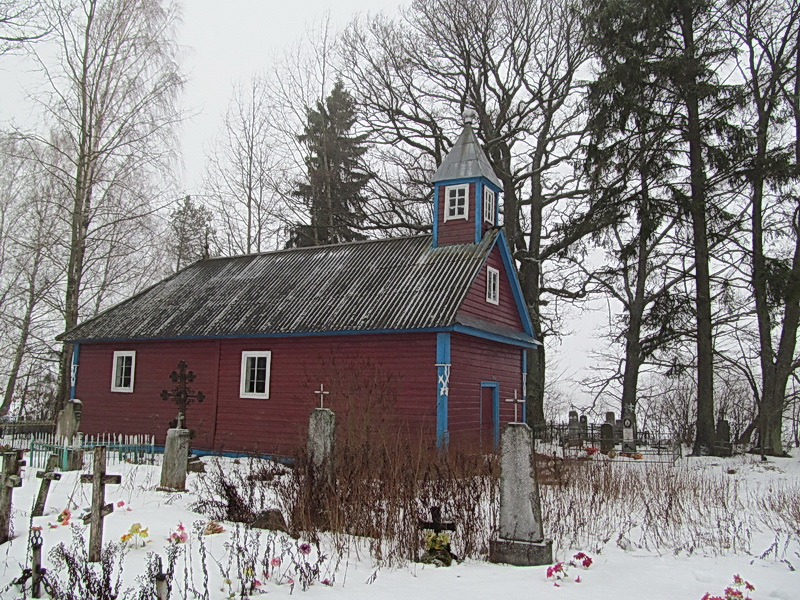
Cerkiew św. Barbary w Czapuniu
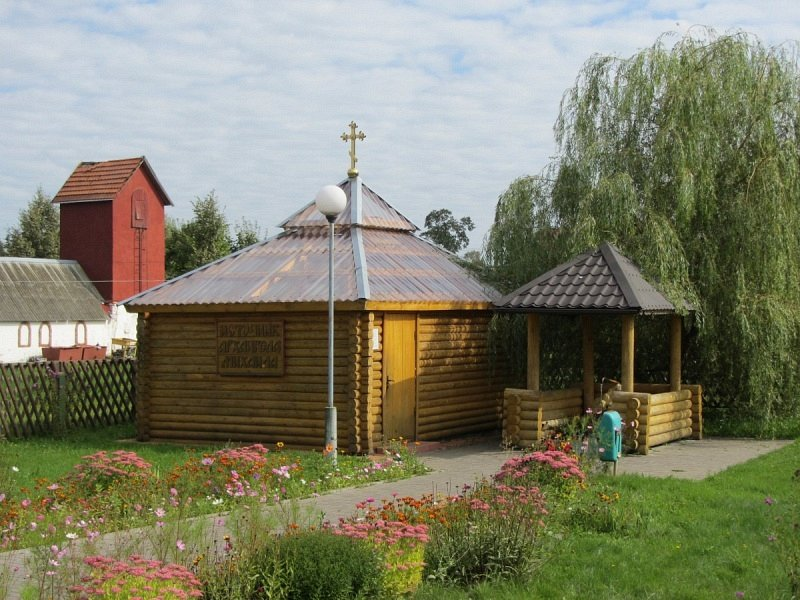
Kaplica św. Michała Archanioła w Iwiu
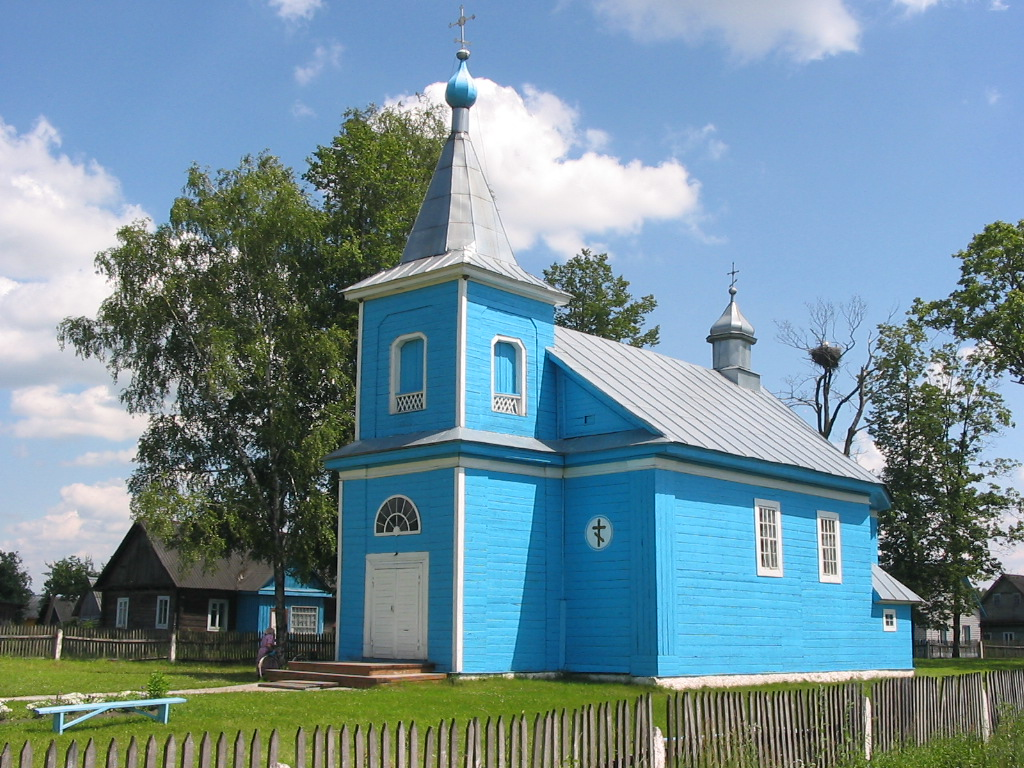
Cerkiew św. Mikołaja Cudotwórcy w Juraciszkach
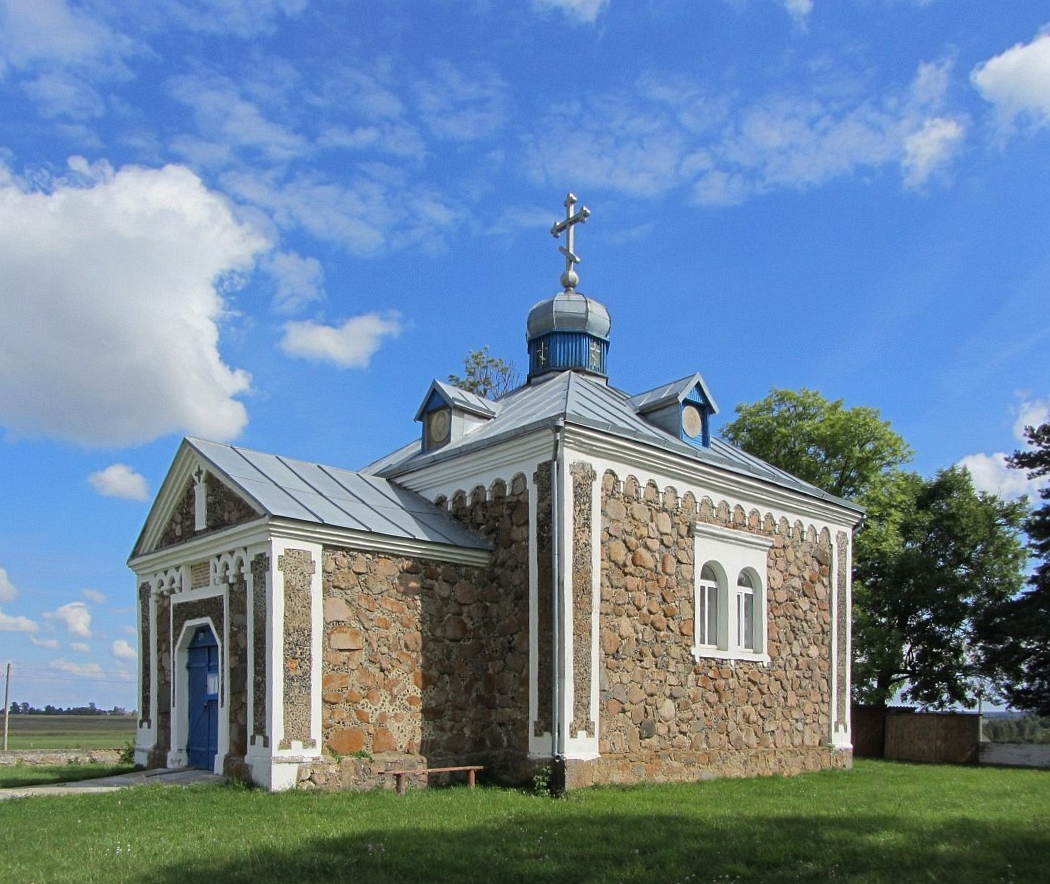
Cerkiew Opieki Matki Bożej w Kniazikowcach Wielkich
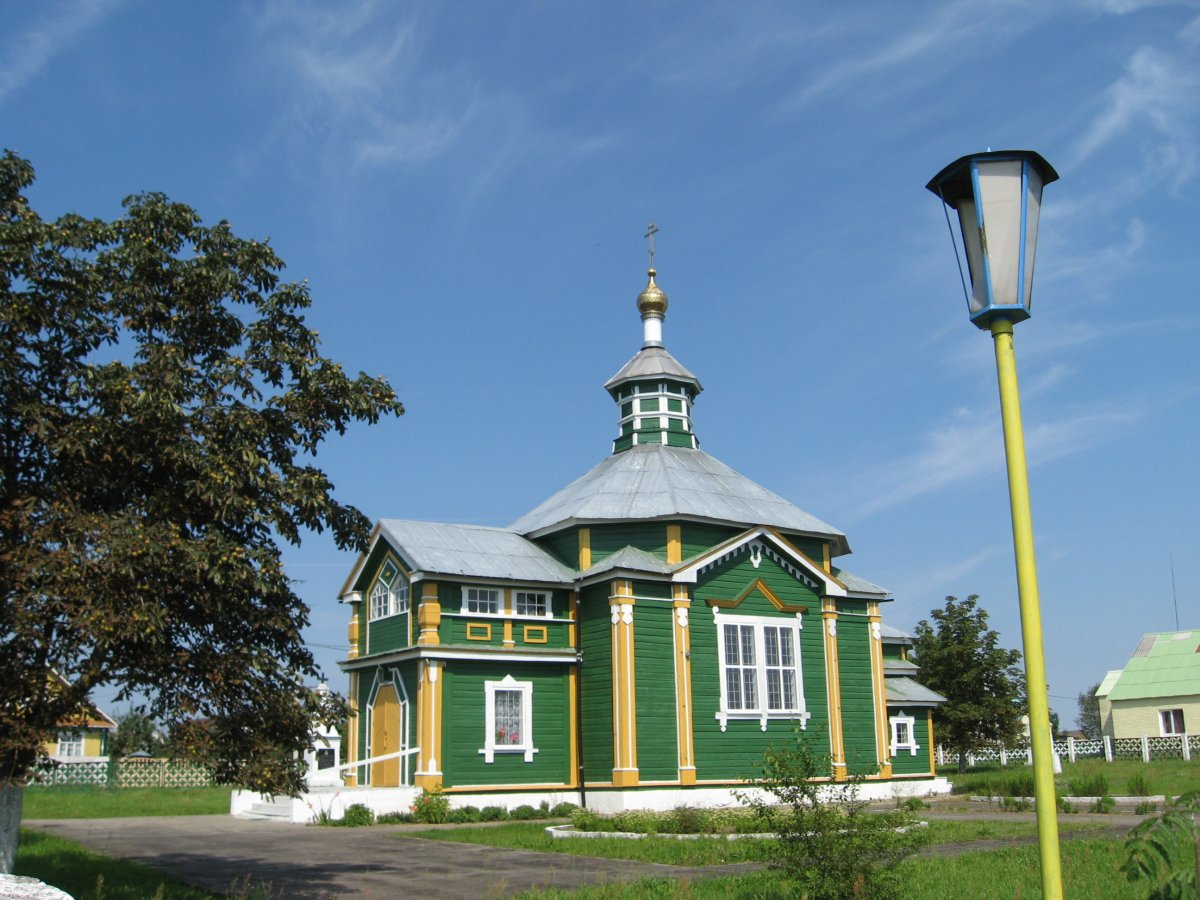
Cerkiew Świętej Trójcy w Morzynie
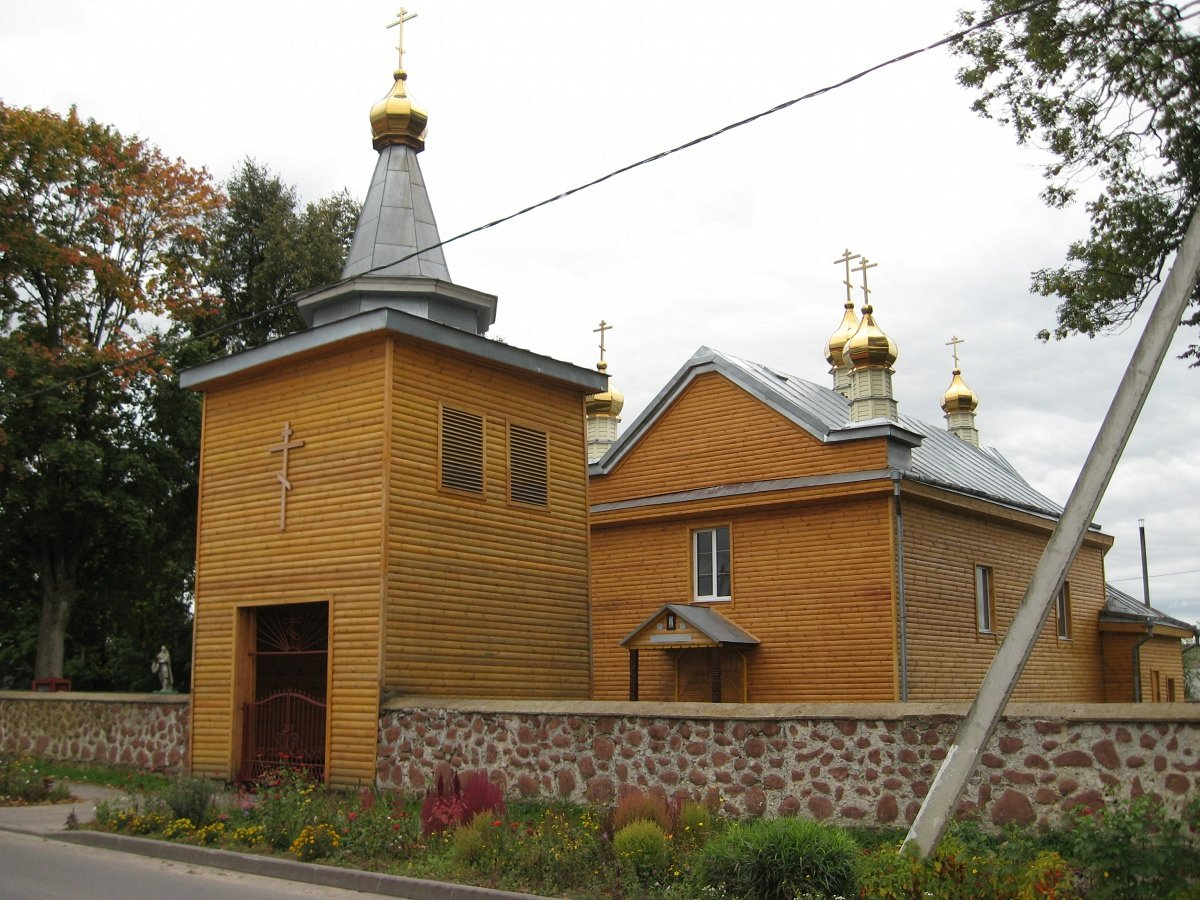
Cerkiew Świętych Piotra i Pawła w Trabach